# Универзитет у Вроцлаву
Универзитет у Вроцлаву (пољ. Uniwersytet Wrocławski) је државни универзитет у Вроцлаву. Највећа је високошколска установа у Војводству доњошлеском, са преко 100.000 дипломаца од 1945.